# Antonella Steni
Antonella Steni (nom de naissance Antonietta Stefanini), née le 3 décembre 1926 à Montefiascone et morte le 18 janvier 2016 à Bologne, est une actrice italienne.

## Biographie
Antonella Steni débute précocement au cinéma en 1937 à côté d'Alberto Sordi dans le film Scipion l'Africain de Carmine Gallone, Lion d'or au Festival de Venise .
Ce n'est que dans les années 1960 et 70 qu'elle perce en formant à l'écran avec Elio Pandolfi un couple à succès sur les scènes italiennes. Son dernier rôle en vue au théâtre est celui d'Édith Piaf dans L’Hymne à l’Amour, réalisation de Carlo Lizzani.
Elle a assuré le doublage en italien, entre autres, d'Annie Gorassini, Pascale Petit, Moira Orfei et Luciana Angiolillo.
À la radio elle a participé à La mia voce per la tua domenica avec Corrado ; à la télévision à « Za-bum» (Rai, 1964/1965), réalisation de Mario Mattoli, avec Walter Chiari, Elio Pandolfi et Lia Zoppelli.

## Filmographie partielle
- 1937 : Scipion l'Africain, réalisation de Carmine Gallone
- 1938 : Crispino e la comare, réalisation de Vincenzo Sorelli
- 1957 :  Rascel-Fifì, réalisation de Guido Leoni
- 1960 : Le signore, réalisation de Turi Vasile
- 1962 : Nerone '71, réalisation de Filippo Walter Ratti
- 1963 :
  - Scanzonatissimo, réalisation de Dino Verde
  - Obiettivo ragazze, réalisation de Mario Mattoli
- 1964 : Due mattacchioni al Moulin Rouge, réalisation de Carlo Infascelli
- 1967 :
  - Peggio per me... meglio per te, réalisation de Bruno Corbucci
  - Le 7 cinesi d'oro, réalisation de Vincenzo Cascino
  - Addio mamma, réalisation de Mario Amendola
  - La notte pazza del conigliaccio, réalisation de Alfredo Angeli
  - L'Homme à la Ferrari, réalisation de Dino Risi
  - Nel sole, réalisation d'Aldo Grimaldi
- 1968 :
  - Il ragazzo che sorride, réalisation d'Aldo Grimaldi
  - Colpo di sole, réalisation de Mino Guerrini
  - Brutti di notte, réalisation de Giovanni Grimaldi
  - L'oro del mondo, réalisation d'Aldo Grimaldi
- 1969 : Pensando a te, réalisation d'Aldo Grimaldi
- 1970 : La ragazza del prete, réalisation de Domenico Paolella
- 1971 : Chaco, réalisation de Gino Mangini
- 1973 : Les Grands Patrons (Bisturi, la mafia bianca) de Luigi Zampa
- 1986 : Grandi magazzini, réalisation de Franco Castellano et Giuseppe Moccia
- 1998 :
  - L'ultimo capodanno, réalisation de Marco Risi
  - Frigidaire - Il film, réalisation de Giorgio Fabris